# Olivier Godechot
Pour les articles homonymes, voir Godechot.
Olivier Godechot est un sociologue français.

## Biographie
Ancien élève de l'École normale supérieure (promotion 1995), docteur en sociologie (2004), il est spécialiste de sociologie de la finance. Il a notamment publié Les Traders en 2001 et Working Rich en 2007.
Il est directeur de recherche au Centre de Recherche sur les Inégalités Sociales à Sciences Po. Il a été co-directeur du MaxPo de 2013 à 2022 et dirige depuis l'observatoire AxPo sur les polarisations des marchés.
En 2013, il reçoit la médaille de bronze du CNRS.

## Publications
- Olivier Godechot, Les Traders : essai de sociologie des marchés financiers, La Découverte, [2001] 2016.
- Olivier Godechot, Working Rich. Salaires, bonus et appropriation des profits dans l'industrie financière, La Découverte, 2007.
- Olivier Godechot, Wages, Bonuses and Appropriation of Profit in the Financial Industry: the Working Rich, Routledge, 2017.